# Волдесенбет, Тилахун
Тилахун Волдесенбет (англ. Tilahun Woldesenbet; род. 4 декабря 1959) — эфиопский шоссейный велогонщик. Участник летних Олимпийских игр 1980 года.

## Карьера
В 1980 году был включён в состав сборной Эфиопии на летних Олимпийских играх в Москве.
На них выступил в групповой шоссейной гонке протяжённостью 189 км, но не смог финишировать как и ещё 59 гонщиков.